# Quotientenkörper
In der Algebra ist der Quotientenkörper eines Rings (mit bestimmten Eigenschaften) eine Obermenge dieses Rings, auf welche die Addition und die Multiplikation des Rings fortgesetzt werden und in der jedes Element außer {\displaystyle 0} ein multiplikatives Inverses besitzt. Das prominenteste Beispiel ist der Körper der rationalen Zahlen als Quotientenkörper des Rings der ganzen Zahlen. Eine Verallgemeinerung des Konzepts für nicht notwendigerweise nullteilerfreie Ringe ist durch die Lokalisierung gegeben.

## Definition
Es sei {\displaystyle R} ein vom Nullring verschiedener, nullteilerfreier kommutativer Ring. Der kleinste Körper, in den {\displaystyle R} eingebettet werden kann, wird der Quotientenkörper oder Körper der Brüche des Rings genannt. Gebräuchlich ist die symbolische Abkürzung {\displaystyle \operatorname {Quot} (R)} oder auch {\displaystyle \operatorname {Q} (R)}.

### Bemerkungen
Für den Nullring wäre die Menge {\displaystyle M} in der Definition unten leer. Der Ring muss frei von Nullteilern sein, da ansonsten für {\displaystyle b,d\in R\setminus \{0\}} mit {\displaystyle bd=0} die Multiplikation nicht wohldefiniert wäre (siehe unten). Ist der Ring nicht kommutativ, so entsteht lediglich ein Schiefkörper, der nicht zwangsläufig ein Körper ist.
Jeder Ring obiger Art kann in einen „kleinsten“ Körper eingebettet werden, d. h. alle Körper, in die der Ring eingebettet werden kann, enthalten einen zu diesem kleinsten Körper, dem Quotientenkörper des Rings, isomorphen Teilkörper; insbesondere kann er so auch zu einem Integritätsring erweitert werden, indem der Quotientenkörper gebildet und {\displaystyle 1\in \operatorname {Quot} (R)} zu {\displaystyle R\subset \operatorname {Quot} (R)} adjungiert wird. Das heißt, {\displaystyle R[1]\subset \operatorname {Quot} (R)} ist der kleinste Integritätsring, der {\displaystyle R} enthält.
Insbesondere erfüllt jeder Integritätsring die geforderten Eigenschaften; allerdings ist ein Einselement, das der Integritätsring zusätzlich fordert, nicht notwendig, um den Quotientenkörper bilden zu können. Dennoch fordern viele Autoren wegen besserer Übersichtlichkeit einen Integritätsring.
Die Konstruktion des Quotientenkörpers ist ein Spezialfall der Lokalisierung.

## Eigenschaften
- Der Quotientenkörper eines Körpers ist bis auf Isomorphie der Körper selbst.
- Abstrakt definiert man den Quotientenkörper eines Ringes {\displaystyle R} durch folgende universelle Eigenschaft: Ein Quotientenkörper ist ein Paar {\displaystyle (\operatorname {Quot} (R),i)}, wobei {\displaystyle \operatorname {Quot} (R)} ein Körper und {\displaystyle i\colon R\to \operatorname {Quot} (R)} ein injektiver Ringhomomorphismus ist, mit der Eigenschaft, dass es für jedes Paar {\displaystyle (K,f)}, wobei {\displaystyle K} ein Körper und {\displaystyle f\colon R\to K} ein injektiver Ringhomomorphismus ist, genau einen injektiven Körperhomomorphismus {\displaystyle g\colon \operatorname {Quot} (R)\to K} gibt mit {\displaystyle f=g\circ i}. Anschaulich bedeutet dies, dass man in jeden Körper, in den man {\displaystyle R} einbetten kann, ebenfalls den Quotientenkörper von {\displaystyle R} einbetten kann (wobei letztere Einbettung eine Fortsetzung der ersten ist).

Aus der letztgenannten Eigenschaft folgt, dass {\displaystyle \operatorname {Quot} (R)} der kleinste Körper ist, der {\displaystyle R} enthält, und dass dieser bis auf Isomorphie eindeutig bestimmt ist, also ist es gerechtfertigt, von dem Quotientenkörper zu sprechen.

## Konstruktion
Man kann den Quotientenkörper {\displaystyle (\operatorname {Quot} (R),i)} eines Rings {\displaystyle R} wie folgt konstruieren:
- Erkläre auf {\displaystyle M:=R\times \left(R\setminus \{0\}\right)} die Äquivalenzrelation

{\displaystyle (a,b)\sim (c,d)\quad :\!\!\iff \quad ad=cb}.
- Üblicherweise schreibt man {\displaystyle {\tfrac {a}{b}}} für die Äquivalenzklasse von {\displaystyle (a,b)}.
- Man setzt nun {\displaystyle Q} gleich der Menge der Äquivalenzklassen: {\displaystyle Q:=M/{\sim }=\left\{{\tfrac {a}{b}}\mid (a,b)\in M\right\}}.
- Definiere auf {\displaystyle Q} die Addition und Multiplikation wie folgt vertreterweise:

{\displaystyle {\frac {a}{b}}+{\frac {c}{d}}\ :=\ {\frac {ad+cb}{bd}},\qquad {\frac {a}{b}}\cdot {\frac {c}{d}}\ :=\ {\frac {ac}{bd}}}
Insbesondere sind die so definierten Operationen wohldefiniert, also die beiden Seiten von der Wahl der Vertreter unabhängig.
- Der Ring ist nicht der Nullring, enthält also ein Element {\displaystyle a\neq 0}. Das neutrale Element bezüglich der Addition (das Nullelement) ist {\textstyle {\frac {0}{a}}}, das neutrale Element bezüglich der Multiplikation (das Einselement) ist {\textstyle {\frac {a}{a}}}. Diese Äquivalenzklassen sind für alle {\displaystyle a\in R\setminus \{0\}} gleich. Im Falle des Integritätsrings wird meist {\displaystyle a=1} gewählt.
- Für {\displaystyle {\tfrac {a}{b}}} ist das Inverse bezüglich der Addition durch {\displaystyle {\tfrac {-a}{b}}} gegeben, und falls {\displaystyle a\neq 0} ist, ist {\displaystyle {\tfrac {a}{b}}} invertierbar bezüglich der Multiplikation, wobei das Inverse durch {\displaystyle {\tfrac {b}{a}}} gegeben ist.
- Damit ist {\displaystyle (Q,+,\cdot )} ein Körper, insbesondere ist für einen Integritätsring {\displaystyle i\colon R\to Q}, {\displaystyle a\mapsto {\tfrac {a}{1}}} ein injektiver Ringhomomorphismus, welcher die gewünschte Einbettung vermittelt. Es gilt {\displaystyle \operatorname {Quot} (R)=(Q,+,\cdot )}.

Für die Wohldefiniertheit der Struktur von {\displaystyle \operatorname {Quot} (R)} ist die Kürzungsregel in nullteilerfreien Ringen entscheidend, d. h., dass für {\displaystyle a\neq 0} aus {\displaystyle ax=ay} stets {\displaystyle x=y} folgt.

## Beispiele
- Der Quotientenkörper {\displaystyle \operatorname {Quot} (\mathbb {Z} )} des Integritätsrings {\displaystyle \mathbb {Z} } der ganzen Zahlen ist der Körper {\displaystyle \mathbb {Q} } der rationalen Zahlen.
- Der Quotientenkörper {\displaystyle \operatorname {Quot} (2\mathbb {Z} )} des Rings der geraden ganzen Zahlen (ein Ring ohne Eins) ist ebenfalls der Körper {\displaystyle \mathbb {Q} }.
- Der Quotientenkörper {\displaystyle \operatorname {Quot} {\big (}K[X]{\big )}} des Polynomrings wird häufig als der rationale Funktionenkörper {\displaystyle \displaystyle K(X)} definiert.
- Der quadratische Zahlkörper {\displaystyle \mathbb {Q} (\mathrm {i} )} ist der Quotientenkörper der Gaußschen Zahlen {\displaystyle \mathbb {Z} [\mathrm {i} ]}.
- Es seien {\displaystyle {\mathcal {O}}(\mathbb {C} )} der Integritätsring der ganzen Funktionen und {\displaystyle {\mathcal {M}}(\mathbb {C} )} der Körper der auf {\displaystyle \mathbb {C} } meromorphen Funktionen. Mit dem Weierstraßschen Produktsatz sieht man, dass man jede auf {\displaystyle \mathbb {C} } meromorphe Funktion als Quotient zweier ganzer Funktionen schreiben kann, folglich ist {\displaystyle {\mathcal {M}}(\mathbb {C} )=\operatorname {Quot} ({\mathcal {O}}(\mathbb {C} ))}.